# Izabela Szczypiórkowska
Izabela Szczypiórkowska, po mężu Bal (ur. 8 kwietnia 1968) – polska siatkarka, reprezentantka Polski i Francji, trzykrotna mistrzyni Francji.

## Życiorys
W 1987 roku ukończyła III Liceum Ogólnokształcące im. gen. Józefa Sowińskiego w Warszawie. Była wychowanką klubu MOS Wola Warszawa, w barwach którego była mistrzynią Polski kadetek (1985) i juniorek (1987). Następnie występowała w AZS-AWF Warszawa i Polonezie Warszawa. Od 1992 do 2006 (z przerwą w sezonie 1999/2000 kiedy reprezentowała barwy drugoligowego włoskiego klubu Volley Forlimpopoli) występowała we francuskim klubie Volley Ball Club Riom Auvergne, zdobywając z nim trzykrotnie mistrzostwo Francji (1993, 1994, 1997), dwukrotnie wicemistrzostwo (1995, 1996) i raz brązowy medal mistrzostw (2004).
Z reprezentacją Polski juniorek wystąpiła na mistrzostwach Europy w 1986, zajmując 6. miejsce. W reprezentacji Polski seniorek debiutowała 14 kwietnia 1987 w towarzyskim spotkaniu z Rumunią. Dwukrotnie wystąpiła w biało-czerwonych barwach w mistrzostwach Europy (1987 - 11. miejsce, 1991 - 9. miejsce). Łącznie dla Polski zagrała w 146 spotkaniach (w tym 119 oficjalnych) – ostatni raz 20 sierpnia 1995 w towarzyskim spotkaniu z Czechami. W latach 1996–2001 występowała w reprezentacji Francji
Po zakończeniu kariery sportowej została we Francji. Wraz z mężem wychowuje dwójkę dzieci i pracuje jako trenerka fitness.

## Sukcesy klubowe
Mistrzostwa Polski Kadetek:
- 1985

Mistrzostwa Polski Juniorek:
- 1987

Mistrzostwa Francji:
- 1993, 1994, 1997
- 1995, 1996
- 2004